# Pawel Wladimirowitsch Sitnikow
Pawel Wladimirowitsch Sitnikow (russisch Павел Владимирович Ситников; * 5. August 1998 in Omsk) ist ein russischer Shorttracker.

## Werdegang
Sitnikow hatte seinen ersten internationalen Erfolg bei den Juniorenweltmeisterschaften 2016 in Sofia. Dort holte er die Bronzemedaille mit der Staffel. Im Weltcup startete er erstmals im Februar 2017 in Dresden und belegte dabei den 19. Platz über 500 m und den 11. Rang über 1500 m. In der Saison 2017/18 gewann er bei den Europameisterschaften 2018 in Dresden und bei den Juniorenweltmeisterschaften 2018 in Tomaszów Mazowiecki jeweils die Silbermedaille mit der Staffel. Beim Saisonhöhepunkt, den Olympischen Winterspielen 2018 in Pyeongchang, errang er den 27. Platz über 1500 m. Im März 2018 wurde er bei den Weltmeisterschaften in Montreal Siebter mit der Staffel. In der Saison 2018/19 siegte er in Turin jeweils mit der Staffel und der Mixed-Staffel und kam zudem in Salt Lake City auf den dritten Platz mit der Staffel. Bei den Europameisterschaften 2019 in Dordrecht gewann mit der Staffel und über 500 m jeweils die Bronzemedaille. In der folgenden Saison holte er zwei Siege mit der Staffel und errang viermal den zweiten und zweimal den dritten Platz mit der Staffel. Zudem wurde er in Montreal Dritter und in Nagoya Zweiter über 500 m und errang damit den fünften Platz im Weltcup. Bei den Europameisterschaften 2020 in Debrecen lief er auf den neunten Platz im Mehrkampf und gewann mit der Staffel die Goldmedaille.

## Weltcupsiege im Team
| Nr. | Datum            | Ort              |
| --- | ---------------- | ---------------- |
| 1.  | 10. Februar 2019 | Turin 1          |
| 2.  | 10. Februar 2019 | Turin 2          |
| 3.  | 3. November 2019 | Salt Lake City 3 |
| 4.  | 8. Dezember 2019 | Shanghai 3       |
| 5.  | 31. Oktober 2021 | Nagoya 4         |

## Persönliche Bestzeiten
- 500 m      40,184 s (aufgestellt am 2. November 2019 in Salt Lake City)
- 1000 m    1:23,912 min. (aufgestellt am 29. Januar 2017 in Innsbruck)
- 1500 m    2:13,566 min. (aufgestellt am 4. Februar 2017 in Dresden)
- 3000 m    4:45,913 min. (aufgestellt am 29. Dezember 2018 in Kolomna)